# Aphaenogaster boulderensis
Aphaenogaster boulderensis är en myrart som beskrevs av Smith 1941. Aphaenogaster boulderensis ingår i släktet Aphaenogaster och familjen myror.

## Underarter
Arten delas in i följande underarter:
- A. b. boulderensis
- A. b. smithi

## Bildgalleri

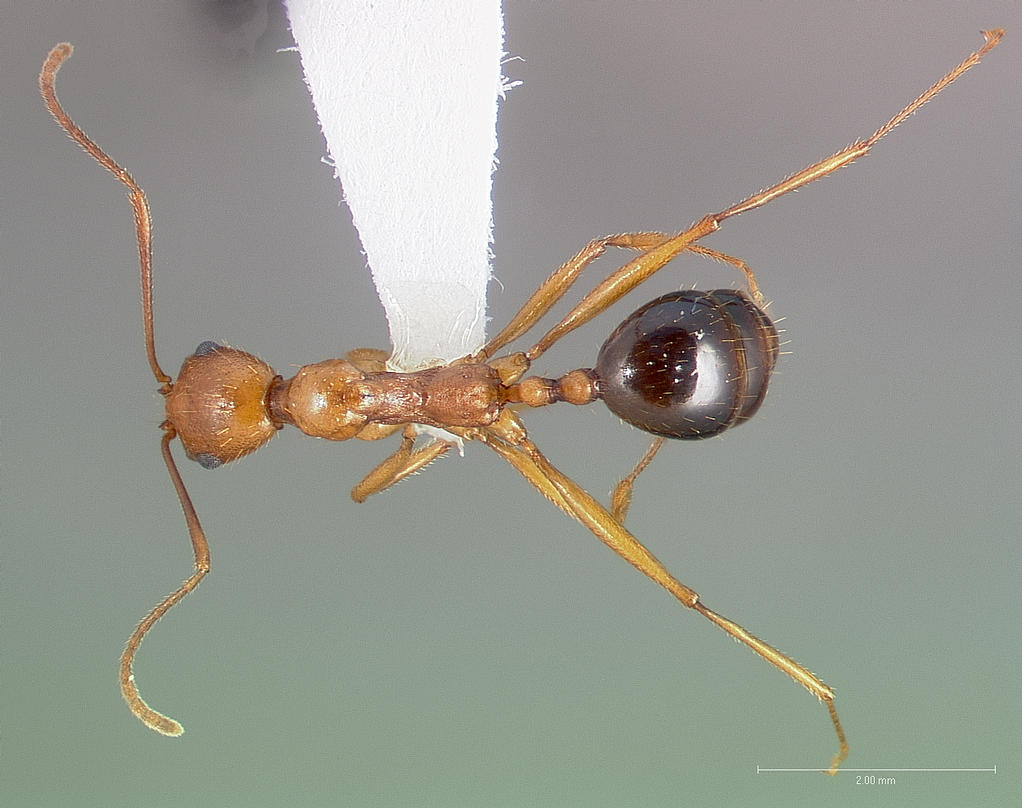
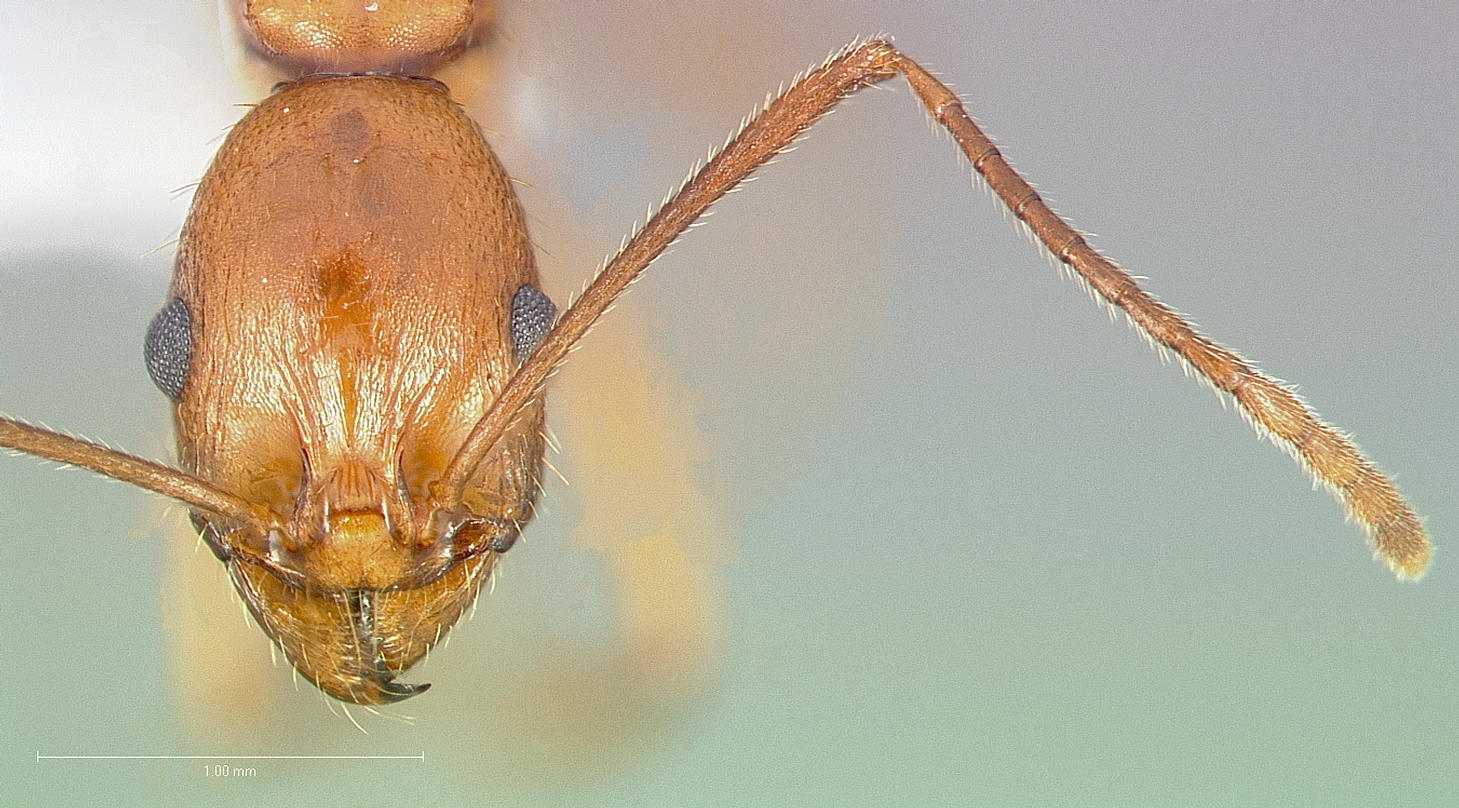
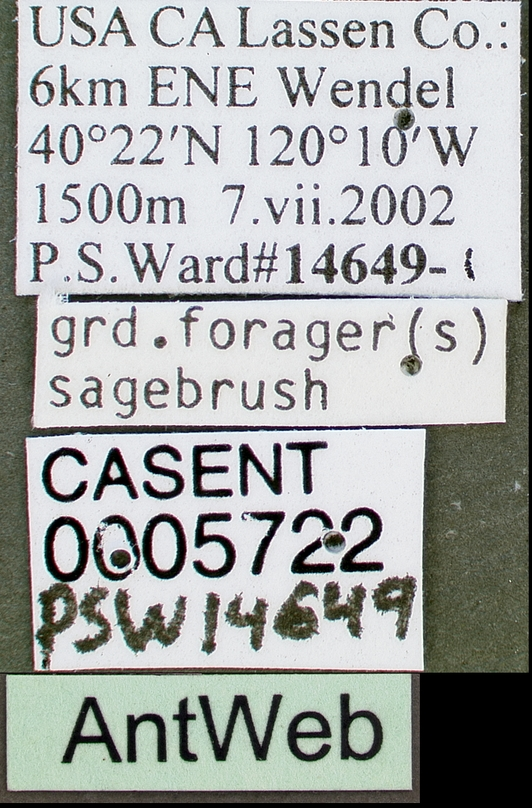
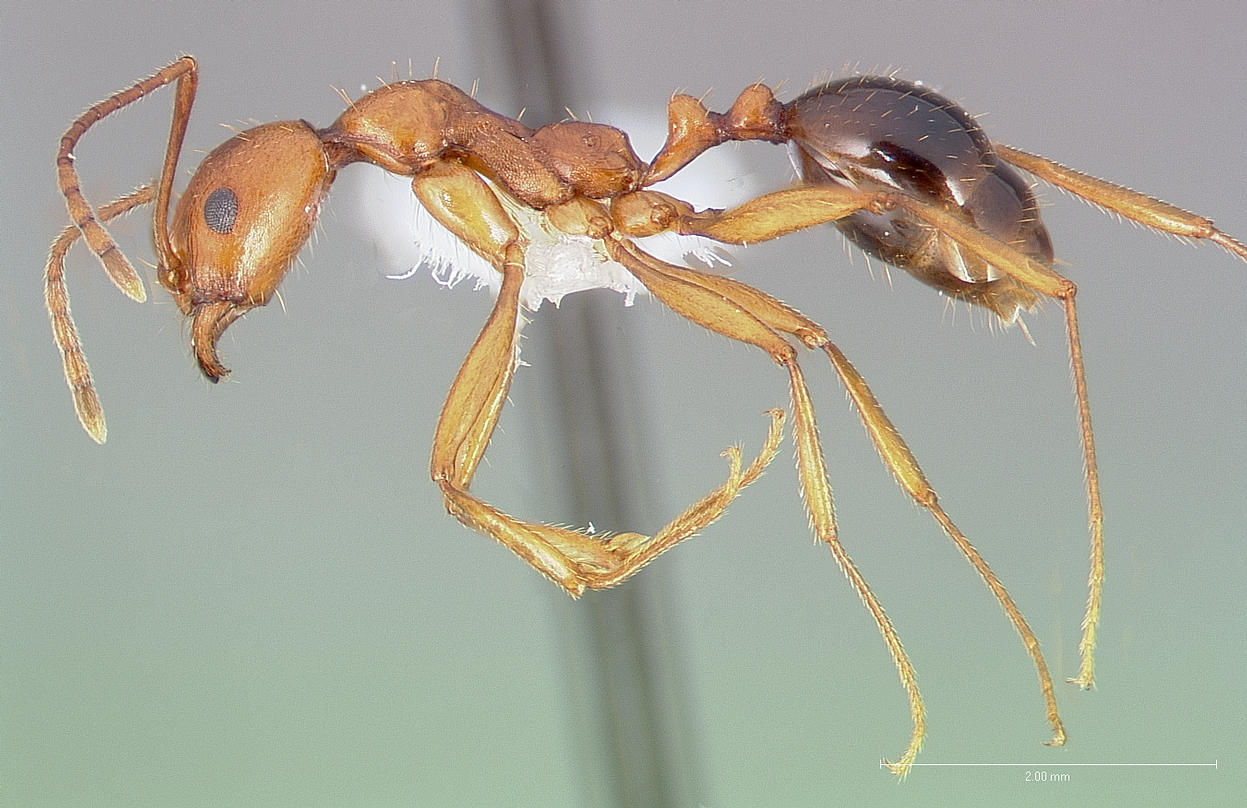